# NGC 6252
NGC 6252 est une galaxie spirale située dans la constellation de la Petite Ourse. Sa vitesse par rapport au fond diffus cosmologique est de 6 391 ± 28 km/s, ce qui correspond à une distance de Hubble de 94,3 ± 6,6 Mpc (∼308 millions d'al). NGC 6252 a été découverte par l'astronome germano-britannique William Herschel en 1802.